# Triangulación (ciencias sociales)
En las ciencias sociales, el término triangulación se utiliza para indicar que dos (o más) técnicas o métodos son utilizados en un mismo estudio de manera articulada para alcanzar sus resultados. "El concepto de triangulación es tomado de las técnicas de navegación y topografía, que determinan un único punto en el espacio a partir de la convergencia de mediciones tomadas de otros dos puntos distintos". La idea es que un resultado puede ser más confiable si saca ventaja de métodos diferentes.
La triangulación facilita la validación de datos a través del cruce de dos o más fuentes de datos. En particular, refiere a la aplicación y combinación de varios métodos de investigación en el estudio del mismo fenómeno. Entre las ventajas de la triangulación encontramos:
- Puede ser utilizada tanto en estudios cuantitativos y cualitativos.
- Se trata de un método-estrategia apropiado para reforzar la credibilidad de los análisis cualitativos.
- Se convierte en una alternativa a los tradicionales criterios como la fiabilidad y la validez.
- Es utilizado con preferencia en las ciencias sociales.

## Propósito
El propósito de la triangulación en investigación cualitativa es aumentar la credibilidad y validez de los resultados. Varios investigadores han definido la triangulación en los últimos años:
- Cohen y Manion (2000) definen triangulación como un "intento de mapear o explicar más plenamente, la riqueza y complejidad del comportamiento humano al estudiarlo desde más de un punto de vista".[3]
- Altrichter et al. (2008) argumenta que la triangulación "da un cuadro más detallado y equilibrado de la situación".[4]
- Según O'Donoghue y Punch (2003), la triangulación es un “método de comprobación cruzada a través de fuentes múltiples para buscar regularidades en los datos de investigación".[5]
- Según Erina Audrey (2013) “La triangulación también chequea información para producir resultados cuidadosos y certeza en la recolección de datos”.

## Tipos
Denzin (1978) identificó cuatro tipos básicos de triangulación:
- Triangulación de datos:  implica tiempo, espacio y persona.
- Triangulación de investigadores: implica investigadores múltiples en un mismo estudio.
- Triangulación de teoría: implica utilizar más de un esquema teórico en la interpretación del fenómeno.
- Triangulación metodológica:  implica utilizar más de un método para reunir datos, como entrevistas, observaciones, cuestionarios y documentos.[6]

Al combinar observadores múltiples, teorías, métodos y materiales empíricos, los investigadores pueden esperar vencer la debilidad o sesgos intrínsecos y los problemas que provienen de un único método, único observador y una sola teoría.